# Semeykin (cráter)
Semeykin es un cráter de impacto del planeta Marte situado al noroeste del cráter Focas y al sureste de Yakima, a 41.5° norte y 8.6° este. El impacto causó un boquete de 76 kilómetros de diámetro. El nombre fue aprobado en 1982 por la Unión Astronómica Internacional, en honor al astrónomo soviético Boris Evgen'evich Semeykin (1900-1937).